# Ośrodek narciarski Masikryong
Ośrodek Narciarski Masikryong (kor. 마식령 스키장) – północnokoreański kompleks narciarski położony na zboczu góry Taehwa, w pobliżu Wŏnsanu i 178 km od stolicy kraju Pjongjangu. Pierwszy i do sezonu 2017/2018 jedyny ośrodek narciarski w tym kraju.
Oprócz stoków narciarskich w skład kompleksu wchodzi luksusowy, 120-pokojowy hotel z siłownią, sauną, restauracją i basenem, heliport oraz lodowisko.
Uważa się, że kurort Masikryong jest odpowiedzią komunistycznego reżimu na południowokoreański ośrodek sportów zimowych Pjongczang, który gościł Zimowe Igrzyska Olimpijskie 2018. 

## Budowa
Ośrodek powstał z polecenia przywódcy Korei Północnej Kim Dzong Una i był jednym ze sztandarowych projektów północnokoreańskich władz. Masikryong został zbudowany w 10 miesięcy przez żołnierzy Koreańskiej Armii Ludowej. Otwarto go w 2013.
Problem stanowiły sankcję ONZ nałożone na ten kraj. Z powodu wydanego przez rząd Szwajcarii zakazu eksportu luksusowych towarów do Korei Północnej nie doszło do finalizacji wartego ponad 7 mln dolarów zakupu sprzętu szwajcarskiej firmy Bartholet Maschinenbau. Ostatecznie nabyto w Chinach używany, 30-letni wyciąg produkcji austriackiej. Na zdjęciach z wizyty Kim Dzong Una w Masikryongu ujawniono szwedzkie armatki śnieżne Areco, kanadyjskie skutery śnieżne Ski-Doo oraz włoskie i niemieckie pługi śnieżne, których sprzedaż do Korei Północnej była jawnym naruszeniem sankcji ONZ.
W kosztorysie zakładano, że budowa pochłonie 35 mln dolarów. Ostateczny koszt nie został jednak ujawniony.

## Funkcjonowanie ośrodka
Narciarstwo w Korei Północnej nie jest popularnym sportem, a większość północnych Koreańczyków jest zbyt uboga, aby pozwolić sobie na jego uprawianie. Klientami ośrodka są partyjna elita oraz zagraniczni turyści. Północnokoreańskie władze podają, że ośrodek gości 70 000 osób rocznie, jednak liczba ta jest podawana w wątpliwość przez odwiedzających go obcokrajowców, którzy zwracają uwagę na puste stoki.